# Herbert Runge
Herbert Runge   (Elberfeld, 23 de gener de 1913 - Wuppertal, 11 de març de 1986) va ser un boxejador alemany que va competir durant la dècada de 1930. Era germà del també boxejador Santiago Lovell.
El 1936 va prendre part en els Jocs Olímpics d'Estiu de Berlín, on guanyà la medalla de plata de la categoria del pes pesant del programa de boxa. Va guanyar en la final a l'argentí Guillermo Lovell.
En el seu palmarès també destaquen tres medalles al Campionat d'Europa de Boxa amateur, plata el 1934 i 1937 i bronze el 1939, així com vuit campionats alemanys, de 1935 a 1939 i de 1941 a 1943.
Va tenir una carrera professional poc destacable entre 1946 i 1949, amb vint-i-cinc combats disputats, dels quals sols en guanyà cinc.